# Antonino Serafino Camarda
Antonino Serafino Camarda (Messina, 8 ottobre 1674 – Rieti, 24 maggio 1754) è stato un vescovo cattolico italiano.

## Biografia
Nato a Messina da una nobile famiglia, intraprese giovanissimo il noviziato nei Domenicani. Fu ordinato sacerdote nel 1697. Insegnò filosofia e teologia nel convento di Santa Maria della Quercia a Viterbo; dal 1711 al 1724 fu priore del convento di Santa Maria sopra Minerva a Roma. Fu autore di diverse opere in materia teologica e canonica, tra cui le Synopsis del 1715.
Fu nominato vescovo di Rieti il 12 giugno 1724 da papa Benedetto XIII. In veste di vescovo si occupò del potenziamento del seminario diocesano e nella ricostruzione degli edifici danneggiati nel terremoto del 1703. Con l'obiettivo di reperire i fondi necessari alla ricostruzione, per sua iniziativa furono eretti dei tramezzi in muratura nel vasto piano terra coperto da volte a crociera duecentesche del palazzo vescovile, per ricavare magazzini e botteghe che furono affittati ad artigiani e commercianti. Le volte del palazzo vescovile erano adibite a quell'uso ancora all'inizio del XX secolo, fino al restauro dell'edificio portato avanti da Francesco Palmegiani tra il 1927 e il 1934, con il quale i tramezzi furono demoliti e le volte ritrovarono il loro aspetto originario.

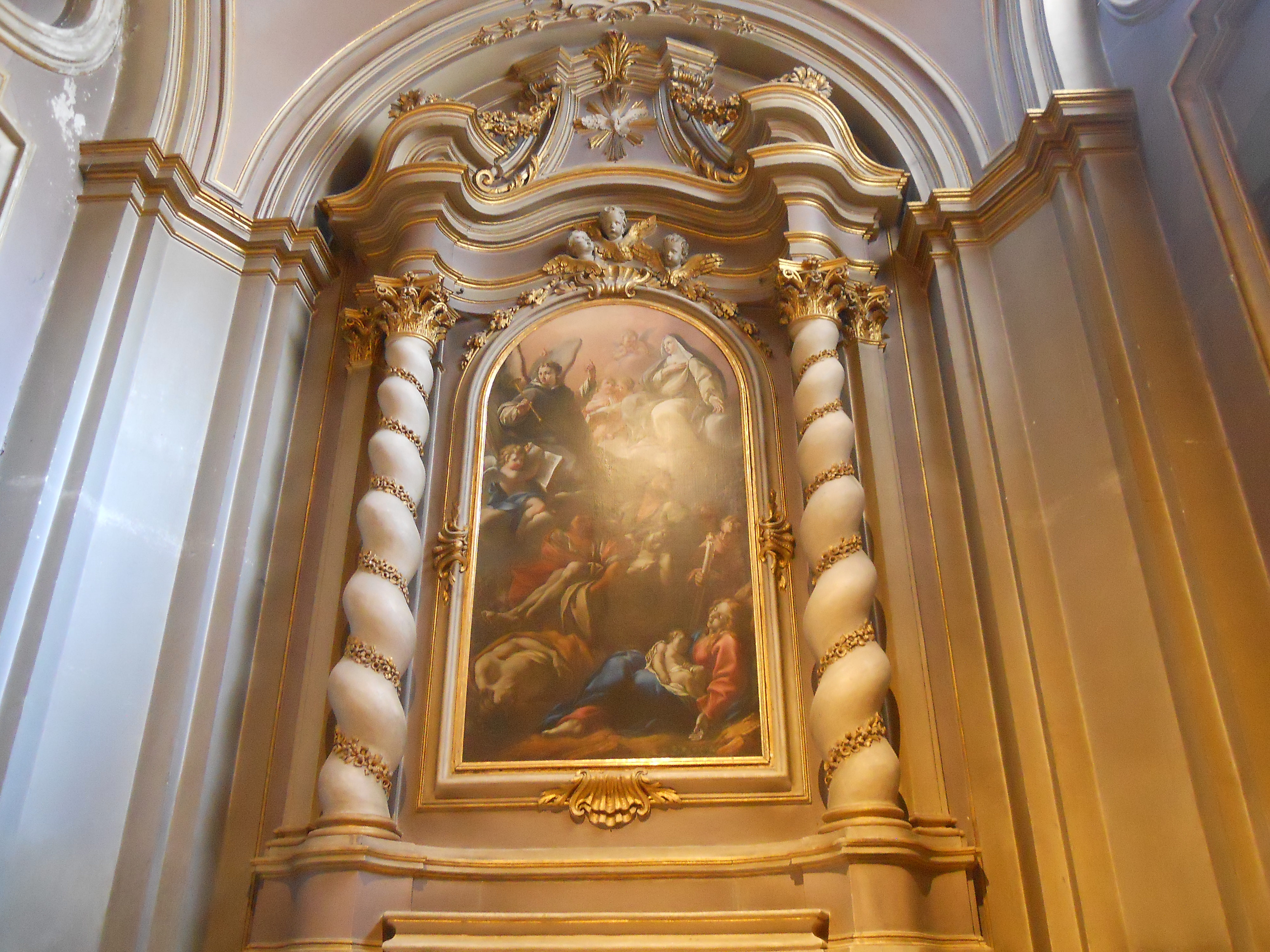
La cappella di San Vincenzo Ferreri della cattedrale di Rieti

Alla sua morte fu sepolto nella cattedrale di Rieti, nella cappella di San Vincenzo Ferrer e della beata Colomba. La pala d'altare della cappella, dipinta da Giuseppe Viscardi, che rappresenta la protezione offerta dai due santi domenicani nei confronti degli appestati, è un riferimento al contributo del vescovo nel ripristino di migliori condizioni igieniche ed abitative, ed alle numerose epidemie che si diffusero come conseguenza del basso livello di igiene negli alloggi di fortuna in cui si riversò la popolazione in seguito al terremoto.

## Genealogia episcopale
La genealogia episcopale è:
- Cardinale Scipione Rebiba
- Cardinale Giulio Antonio Santori
- Cardinale Girolamo Bernerio, O.P.
- Arcivescovo Galeazzo Sanvitale
- Cardinale Ludovico Ludovisi
- Cardinale Luigi Caetani
- Cardinale Ulderico Carpegna
- Cardinale Paluzzo Paluzzi Altieri degli Albertoni
- Papa Benedetto XIII
- Vescovo Antonino Serafino Camarda, O.P.